# 아동 권리

멕시코 메리다 거리에서 '시계 소년'으로 일하는 한 소년

아동 권리(兒童權利)는 아동이 가진 인권이며, 아동에게 주어지는 특별한 보호와 관리에 대한 배려이다. 아동에 대한 권리는 모두 부모와의 관계를 유지할 수 있는 권리를 포함하고, 국가가 돈을 내는 보편적인 교육을 받으며, 적절한 형법의 적용을 받아 인간으로서의 독자성을 발휘하는 권리를 포함한다.

## 같이 보기
- 유럽 인권 조약
- 세이브 더 칠드런
- 유니세프